# Günter Berger (Komponist)
Günter Berger (* 25. Juli 1929 in Oppeln; † 25. November 2023) war ein deutscher Organist, Komponist und Hochschullehrer.

## Leben
Berger studierte Kirchenmusik an der Kirchenmusikschule Halle, war dort anschließend in den Jahren 1948 bis 1951 Organist und Chorleiter an der Propsteikirche. Als Kantor war er bis 1976 in Delmenhorst tätig, dann bis 1979 als Dozent für Klavier, Cembalo und Orgel an der Pädagogischen Hochschule Vechta. Zudem war Berger Professor für Orgelliteratur und Orgelimprovisation an der Hochschule für Künste Bremen.
Berger war zweimal verheiratet: Erste Ehe mit Katharina Berger bis zu deren Tod 1975. Zweite Ehe mit der Sozialarbeiterin und Keramikerin Elke Tholen (1942–2023). Er lebte mit seiner zweiten Frau im „Künstlerdorf“ Dötlingen in der Nähe von Oldenburg.
Berger hat aus erster Ehe zwei Kinder.

## Werke (Auswahl)
Orgelwerke
- Dialogue "Kyrie fons bonitatis" : Hommage à Jean Langlais. Wien ; München : Doblinger, 1985, 7 S. (Suite française 2), entstanden 1963.
- Choraltoccata "Cum jubilo" : Hommage à Claude Debussy. - Für die Liszt- und Bach-Preisträgerin Zsuzsa Elekes, Budapest, 1963, 5 S.
- Rhapsodische mittelalterliche Reminiszenzen "Christus vincit - Christ ist erstanden - Glocken", mit Gemeindeliedsatz "Christ ist erstanden".
- Zwei kleine festliche Vorspiele zu "O Komm, Du Geist der Wahrheit", oder: "Lobt Gott getrost mit Singen", 1966.
- Toccata "Veni creator spiritus" : in memoriam Béla Bartók, 1966 12 S. EA für Ungarn am 17. November 1989 in Budapest (Mátyás Templomban) durch Zsuzsa Elekes, EA für Berlin am 16. August 1990 in der Epiphaniekirche Charlottenburg durch Z. Elekes.
- Kleine Partita über ein Psalmlied nach der Weise "Jauchzt, alle Lande, Gott zu ehren", 1966.
- Osterlied: Jesus Christus, unser Heiland : Kleine Partita, 1966, 3 S.
- Pfingstlied: Nun bitten wir den Heiligen Geist : Kleine Partita, 1966, 5 S. Aus 1.8.
- Toccatina "Komm, Schöpfer Geist", 1966 6 S.
- Tanz-Choralsuite "Im Frieden dein", 1968, 7 S.
- Choral-Variationen über "Gott sei gelobet", 1968, 8 S.
- Toccatina "Österliches Deo gratias" : What about this, Mr. Perotin? 1964/80, 8 S.
- Sakraltanz auf zwei polnische Danziger Weisen, 1982, 12 S.
- Heiligste Nacht - ein Orgelintroitus, 1987,  4 S.
- Zitaten-Toccata : Freude schöner Götterfunken pour Grand Orgue, München : Strube, 2014.
- "Nun danket all und bringet Ehr". Tanztoccata für Orgel, München : Strube, 2015
- Vier Luther-Lieder für Orgel, München : Strube, 2015. – Vom Himmel hoch…; Gott sei gelobet; Jesus Christus, unser Heiland; Nun bitten wir den Heiligen Geist.
- Der Mond ist aufgegangen : Partita für Orgel nach dem Text der 5. bis 7. Strophe von Matthias Claudius (Sterbenden zuzusprechen), München : Strube, 2018.

Weitere Werke
- El Roi-Impressionen: für gemischten Chor a cappella, Schott, Mainz 2014, ISMN 979-0-001-20030-1.
- Das alte geistliche Lied in anderen Rhythmen: für ein Tasteninstrument, Friedemann Strube, München 2009.
- Das große Klagelied des Lyrikers und Dramatikers Jizchak Katzenelson, Friedemann Strube, München 2007.
- Litanei der Fragen an Gott: für einen Sprecher, 2 gemischte Chöre im Dialog, Blechbläser und Orgel, Carus, Stuttgart 2004. ISMN M-007-05961-3.
- Der Gelähmte: Der Samaritaner, Fidula, Boppard 1974.
- Kommuniongesänge, Laumann, Dülmen 1972.
- Lazarus ist überall - Mensch wo bist Du", Kindermusical für den Verlag Daniel Kunert, 2023